# Amorteamo
Amorteamo é uma série de televisão brasileira produzida e exibida pela TV Globo de 8 de maio a 5 de junho de 2015, em 5 episódios.
Criada por Cláudio Paiva, Guel Arraes e Newton Moreno, com roteiro de Cláudia Gomes, Júlia Spadaccini e Newton Moreno, teve redação final de Cláudio Paiva. A direção foi de Isabela Teixeira, sob direção geral de Flávia Lacerda.
Contou com as atuações de Johnny Massaro, Marina Ruy Barbosa, Arianne Botelho, Daniel de Oliveira, Letícia Sabatella, Bruno Garcia, Maria Luísa Mendonça e Jackson Antunes.

## Enredo
Ambientada no Recife de fins do século XIX e início do XX, a trama acompanha vários triângulos amorosos ligados pela morte. Chico e Arlinda vivem um romance proibido, pois ela é casada com Aragão, que descobre o caso e mata o amante de sua esposa. Arlinda concebe Gabriel, fruto deste grande amor, no último minuto de vida de Chico, que morre sem poder conviver com seu filho. Após 18 anos, Gabriel vive um grande amor com Lena, filha da empregada da família, mas eles são separados por Aragão, que mente e diz que teve um caso com a empregada e os dois são irmãos. O plano objetivava casar Gabriel com Malvina, uma moça rica que salvaria-os das dívidas. A separação beneficia também Julio, melhor amigo de Gabriel, mas que é apaixonado por Lena e agora tem a chance de conquista-la. Gabriel e Malvina ficam noivos, embora a infelicidade do rapaz seja evidente. 
No dia do casamento, Arlinda decide contar a verdade ao filho e diz que o pai mentiu, fazendo com que o rapaz abandone a noiva no altar e corra para os braços de seu verdadeiro amor. Desiludida, Malvina se suicida ao se atirar de uma ponte, deixando Gabriel com um grande remorso, se sentindo culpado pelo fato. O rapaz abre o túmulo da moça para se despedir, mas com isso faz com que ela e todos os mortos da cidade retornam à vida, se tornando um esquadrão de mortos-vivos. Um deles é Chico, que planeja se vingar de Aragão. O homem procura sua amada Arlinda e pede que ela denuncie Aragão pelo assassinato, fazendo com que ele seja preso. Arlinda se arrepende e retira a queixa contra o marido. 
Quem também volta dos mortos é Jeremias, primeiro marido de Cândida , que agora está casada com o dono da venda, Manoel, mas fica balançada pela volta do falecido marido, se sentindo dividida entre o amor de antes e o de agora. Por isso Dora, a dona do bordel, tem a chance de finalmente conquistar Manoel. Pelo remorso e culpa Gabriel aceita se casar com Malvina novamente, mas o Padre Joaquim se recusa a um morto-vivo. Ele convence Malvina à ser enterrada novamente e voltar à seu descanso eterno, mas ela obriga Gabriel à se matar para que eles fiquem juntos até no Mundo dos Mortos. Quando ela estava prestes à concretizar o plano, Zé Coveiro intercede e dá uma pancada na garota, que cai desmaiada, fazendo com que Gabriel esteja à salvo. O coveiro começa enterrar a morta viva, mas ela recobra a consciência e o mata. Quando vai atrás de Gabriel, a garota descobre que Lena é, na verdade, o grande amor de sua vida e decide capturar a rival para matá-la.
Chico finalmente resolve concluir sua vingança e aponta uma arma para Aragão em frente à Arlinda, mas, ao atirar, ele acaba matando a amada. Gabriel se oferece para morrer no lugar de Lena e Malvina percebe que o amor dos dois não seria separado nem no Mundo dos Mortos, resolvendo partir sozinha. Ela se joga da ponte mais uma vez e volta ao seu descanso eterno. Isaac promete cuidar da jovem no Mundo dos Mortos para sempre. Gabriel e Lena finalmente se casam e conseguem ter a paz de viver seu romance sem impedimentos, enquanto Aragão tem que conviver pelo resto da vida com o desprezo de Gabriel e a culpa de ter matado Chico e ser culpado indiretamente pela morte de Arlinda, tendo uma punição em vida muito maior que a própria morte.

## Elenco
| Intérprete           | Personagem                            |
| -------------------- | ------------------------------------- |
| Marina Ruy Barbosa   | Malvina Benazo Camargo                |
| Johnny Massaro       | Gabriel Aragão                        |
| Letícia Sabatella    | Arlinda Aragão                        |
| Daniel de Oliveira   | Francisco (Chico)                     |
| Arianne Botelho      | Helena Santino Aragão (Lena)          |
| Jackson Antunes      | Coronel José Ambrósio Aragão (Aragão) |
| Maria Luísa Mendonça | Dora                                  |
| Bruno Garcia         | Jeremias                              |
| Guta Stresser        | Cândida Vieira                        |
| Aramis Trindade      | Manuel Vieira                         |
| César Cardadeiro     | Júlio                                 |
| Tonico Pereira       | Zé Coveiro                            |
| Isio Ghelman         | Isaac Benazo Camargo                  |
| Fabiana Gugli        | Esmeralda Benazo Camargo              |
| Gheusa Sena          | Josefa Santino (Zefa)                 |
| Gustavo Falcão       | Padre Joaquim                         |
| Gillray Coutinho     | Padre Lauro                           |
| Lívia Falcão         | Maria                                 |
| Adélio Lima          | Tião Capataz                          |
| Paulo de Pontes      | Delegado Firmino                      |

### Participações especiais
| Intérprete            | Personagem        |
| --------------------- | ----------------- |
| Malu Falangola        | Rose              |
| Felipe Koury          | Dr. Irandir       |
| Pedro Henrique Müller | Felipe            |
| Isadora Melo          | Cantora do bordel |
| Pedro Sol Baêta       | Gabriel (criança) |
| Giovanna dos Santos   | Lena (criança)    |

## Audiência
O primeiro episódio registrou 14 pontos em São Paulo e 15 no Rio de Janeiro. Já o segundo marcou 12 pontos na Grande São Paulo. 

## Produção
Inicialmente a série teria direção de núcleo de Denise Saraceni, mas passou para Maurício Farias e, por último, Guel Arraes. Seu figurino foi inspirado no filme A Noiva Cadáver, dirigido por Tim Burton e lançado em 2005.

### Escolha do elenco
Muitos pernambucanos fazem parte da produção e do elenco: Flávia Lacerda na direção geral, Guel Arraes e Newton Moreno como criadores, João Falcão como consultor musical, Juliano Holanda como produtor musical, além dos atores Bruno Garcia, Aramis Trindade, Lívia Falcão, Adélio Lima, Gustavo Falcão, Gheusa Sena, Paulo de Pontes, Isadora Melo e Felipe Koury.

### Locação
Para ambientar o clima sombrio da série, a Rua do Bom Jesus e as pontes da Boa Vista e Duarte Coelho serviram de inspiração, além da construção de um cemitério no Projac e o uso da linguagem expressionista, do cinema mudo e do teatro circense. Marina Ruy Barbosa usou uma peruca preta para sua personagem, pois as gravações da série ocorreram paralelamente às de Império.

## Exibição
Foi exibida de 7 a 11 de setembro de 2015 na Globo Portugal, substituindo Amor Eterno Amor e sendo substituída por Sete Vidas. Em 24 de junho de 2017, a Globo reexibiu a minissérie em forma de filme no Supercine.

Foi exibida na íntegra de 11 de abril a 9 de maio de 2021 pelo Viva, substituindo Cinquentinha e sendo substituída por Dalva e Herivelto: uma Canção de Amor.